# Râul Valea Satului, Suhurlui
Râul Valea Satului (numit uneori și Valea Bisericii) este un curs de apă, afluent al râului Suhurlui. 